# 戀愛修課 (圖像小說)
《戀愛修課》（Heartstopper）是英國作家艾莉絲·歐斯曼的網路漫畫與圖像小說，講述英國高中生查理·斯賓（Charles "Charlie" Spring）、尼克·尼爾森（Nicholas "Nick" Nelson）及其朋友們的校園愛情故事。2019年由蹺蹺板電影買下電視劇改編版權，由尤若斯·林恩執導、原作艾莉絲·歐斯曼親自編劇，2022年4月22日於Netflix首映。

## 發展
2016年9月，艾莉絲·歐斯曼開始在Tumblr與Tapas上連載《戀愛修課》漫畫，頗受讀者好評；歐斯曼於是決定自費出版第1、2章內容，她在Kickstarter上發起募資專案，2個小時內就籌到目標金額。2018年10月，阿歇特兒童集團買下《戀愛修課》前2卷集圖像小說的紙本書籍出版權，隔年（2019年）1月再買下第3、4集出版權。前4卷分別於2019年2月7日、2019年7月11日、2020年2月6日與2021年5月6日出版，第5集（也是本作最後一集）預定將在2023年2月2日出版。此外，阿歇特出版公司與學樂公司旗下的也預計在2022年10月13日出版《戀愛修課畢業紀念冊》（Heartstopper Yearbook）。

## 評論
吉瑪·麥克勞琳（Gemma McLaughlin）在《國家報》上撰文稱讚《戀愛修課》藉由「日常生活小故事」，而非藉由情節轉折或強烈戲劇效果來吸引讀者目光。她覺得故事裡的角色就像「現實生活中的朋友，有無限的熱情」，並特別指出主角查理「非常討人喜歡」，稱讚作者處理主角心理健康問題的手法。《出版者周刊》網頁寫道，這部小說「以悠閒的節奏描寫角色日常生活，……角色以自然、合理的方式發展關係」，並稱讚作者的藝術風格與故事基調相得益彰。娛樂評論網站影音俱樂部將《戀愛修課》列入「2018年最佳漫畫」名單，文章作者凱特琳·羅斯伯格（Caitlin Rosberg）說，作者「尊重每個角色的身分認同，沒有用糖衣包裹他們各自遭遇的困境，也沒有將這些困境都歸咎於他們的年紀」。《戀愛修課》也登上《先驅報》2019年的「漫畫家票選年度最佳漫畫與圖像小說」名單。
《華盛頓美男子報》的泰瑞·史利琴邁耶爾（Terri Schlichenmeyer）說《戀愛修課》第1集為「非常可愛的書」，稱讚作者描寫角色內心性傾向認同掙扎的手法。她認為，作者安排校園惡霸角色出現，讓故事顯得更加真實。《科克斯書評》指出，本作格線與邊界讓讀者「免於審美疲勞」，手寫字體讓故事更有人情味；總體而言，他們認為這是「一本描繪愛情內涵的、可愛的戀愛日記」。桑默·海耶斯（Summer Hayes）在《書單》期刊上稱讚作者用無對白場景描寫角色情緒，評論作者用「浪漫、寫實的手法帶領讀者進入這個甜蜜的故事裡」。凱莉·吉勒（Kelley Gile）在《學校圖書館學報》上評論《戀愛修課》第1集，讚賞用對白、角色臉部表情及仿手寫字體增加可愛元素。
阿萊恩·馬陶斯（Alaine Martaus）也在《兒童圖書中心學報》上評論《戀愛修課》第1集，她稱讚作者構圖簡潔、著重描寫角色臉部表情與社交軟體訊息，有助讀者理解角色關係發展進度；她也形容《戀愛修課》是由「一系列迷人的小插曲」組成的故事；馬陶斯評論第2集時，除了重複她之前的評論，也說作者在第2集中「毫不費力地讓劇情從催淚動人，轉為會心一笑，再轉為動人心弦的浪漫情節」。《科克斯書評》評論第2集時，說它保留前1集「獨特風格」的插圖，描述本作「從頭到尾都非常可愛」。莎拉·萊斯在《書單》期刊上評論第2集時，認為作者用誠摯、溫和的手法呈現尼克與查理的關係，本作有著「輕鬆的藝術風格，充滿可愛的小細節，例如角色臉上尷尬或害羞的小紅線」。
《戀愛修課》第3集出版後，英國《I》日報的莎拉·休斯（Sarah Hughes）將其列入該報「青年小說：2020年25本最佳新書」名單裡。普魯登斯·韋德（Prudence Wade）在《獨立報》上給第4集8分（滿分10分），稱其為「一部關於青少年愛情與自我接納的感人故事」。費歐娜·諾貝爾（Fiona Noble）也將第4集列入《衛報》「2021年最佳童書」名單中。

## 電視劇改編
2018年，蹺蹺板電影的執行製作派翠克·沃爾特（Patrick Walters）首次接觸這部作品，透過經紀人聯絡歐斯曼，希望買下電視劇改編權。艾莉絲·歐斯曼欣然同意，親自改編劇本。蹺蹺板電影對歐斯曼改編的劇本十分滿意，2019年7月正式宣布買下《戀愛修課》電視劇改編權。發行方面，蹺蹺板電影與艾莉絲·歐斯曼希望爭取在Netflix上映，希望藉由該公司遍及全球的影響力增加觀眾。2021年，Netflix訂購8集《戀愛修課》電視劇，該公司兒童與家庭內容部門主管認為該劇能引起年輕族群的共鳴。
Netflix於2022年4月19日預告節目標題，於4月22日正式上映。第1季上映後，執行製片派翠克·沃爾特表示，Netflix高層已注意到《戀愛修課》，他非常期待能有機會製作第2季。2022年5月20日，Netflix根據《戀愛修課》第1季上映28天的收視數據，宣布續訂製作第2、3季。

## 外部連結
- 官方网站（英文）